# Szmirnai fülbemászó
A szmirnai fülbemászó (Forficula smyrnensis) a rovarok (Insecta) osztályába, fülbemászók (Dermaptera) rendjébe és a fülbemászófélék (Forficulidae) családjába tartozó, Magyarország területén újonnan megjelent faj.

## Elterjedése
Nagy elterjedésű faj, Kirgizisztántól és Iraktól a Kárpát-medencéig fordul elő, felölelve ezzel Dél-Európát és Délnyugat-Ázsiát. Elsősorban a talajszinten, kövek alatt fordul elő, de éjjel fényre is repül és lombkoronaszintről is gyűjtötték már.

## Megjelenése
Az imágó feltűnő színezetű, a csápok 1., 2. és a harmadik íz tövi fele narancssárga, a további csáp-ízek barnák. A szemek feketék, az ajak- és állkapcsi tapogatók, valamint a torszelvények narancssárgák. A fedőszárnyak feketék, 1-1 fehér folttal, ugyanilyen színezetű a kinyúló hátsó szárny is. A potroh színezete vörösesbarna, a fejnél sötétebb árnyalatú. A fartoldalékok (cercusok) színe a potrohhal megegyező, a hímeknél a vége feketébe hajlik. A hímek cercusai hosszúak és karcsúak, tövük széles. Közvetlenül a tövük után felfelé görbülnek, majd enyhe ívben lefelé. A nőstények cercusai jóval rövidebbek és karcsúbbak.
A hímek mérete valamivel nagyobb, 16–25 mm, míg a nőstények 14–20 mm nagyságúak.

## Életmódja
Nappal mind az imágó, mind a lárva rejtőzködik, fakérgek alatt, a talaj repedéseiben, vagy egyéb szűk helyen általában csoportosan. Rendszerint szürkületkor élénkül meg, ilyenkor keresi táplálékát is. Mindkét ivar képes a repülésre, bár ez nem gyakori jelenség. Táplálkozását tekintve mindenevő, gyümölcsöket, kisebb rovarokat, szerves törmeléket egyaránt elfogyaszt. Védekezés során először menekülni igyekszik, érintésre azonban fenyegetően a támadó felé fordítja fogóit, illetve bűzmirigyéből kellemetlen szagú váladékot bocsát ki.

## Szaporodása
A párzás előtt általában a hím csápjaival tapogatja a nőstényt, de fordítva is előfordulhat. Azután, hogy kölcsönösen egymás fejét tapogatják, a hím 90°-kal elcsavarja potrohát és a nőstény alá hátrál úgy, hogy az ivarszervek érintkezésbe kerüljenek. A párzás többször is megismétlődhet és hőmérséklettől függően 20-100 perces hosszúságú is lehet.
A párzás után a nőstény a talaj felszínére készített sekély mélyedésbe helyezi átlagosan 40 darab sárga színű tojásdad petét. A petékből átlagosan 11 nap után kelnek ki a fiatal lárvák, melyeket a nőstény még 3-11 napig őriz. A lárvák 4 fejlődési stádium után, 26-78 nap alatt érik el kifejlettségüket.